# Malaiische Anreden und Ehrentitel
Die malaiische Sprache hat ein komplexes Systemen von Ehrentiteln und Anreden, die üblicherweise auch heute noch in Malaysia und Brunei benutzt werden. Singapur, dessen Monarchie 1891 durch die britische Kolonialregierung abgeschafft wurde, hat dagegen bürgerliche Titel eingeführt.
Die Verleihung von Ehrentiteln und ehrenden Anredeformen ist auch heute noch in Malaysia, Brunei und einigen indonesischen Provinzen an der Tagesordnung. Die nachfolgenden Ausführungen beziehen sich jedoch ausschließlich auf Malaysia. Verweise auf Brunei und Indonesien sind berücksichtigt, wo sie sachdienlich sind.
Alle nicht-vererbbaren Titel können in Malaysia sowohl an Männer als auch an Frauen verliehen werden. Jeder Titel hat außerdem eine Form, die von der Ehefrau des Titelträgers benutzt werden kann. Diese Form wird allerdings umgekehrt nicht vom Ehemann einer mit einem Titel ausgestatteten Frau benutzt, vielmehr bekommt die Frau dann den für männliche Titelträger vorgesehenen Titel.

## Hierarchie der Titel
Die Rangfolge die benutzt werden soll, wenn man sich formell schriftlich oder in einer Anrede an einen Titelträger wendet, ist folgende:
- Ehrentitel,
- beruflicher Rang,
- erbliche Titel der Königshäuser,
- vom Staat verliehene Titel,
- von den Bundesstaaten verliehene Titel,
- nicht vom Königshaus verliehene Erbtitel,
- Doktor (der Medizin oder Philosophie),
- Haji/Hajjah (für Muslime – Männer bzw. Frauen – die eine Haddsch absolviert haben),
- Name.

Eine Anrede, die einer Person aufgrund ihrer königlichen Herkunft zusteht, übertrumpft immer eine Anrede aufgrund eines nicht-königlichen Titels. Männliche Mitglieder der Königshäuser dürfen anstelle des Haji wahlweise auch al-Haj ihrem Namen anfügen. Folgendes Beispiel wäre also richtig:
- Yang Amat Mulia Jeneral Tengku Dato’ (Name) al-Haj

## Ehrentitel
Die folgenden Ehrentitel werden sowohl als Namenszusatz vor nachfolgenden Titeln, als auch für sich alleine als Anrede benutzt:
- Tuan Yang Terutama (T.Y.T.) (wörtlich „Der vollkommenste Herr“) ist die Anrede für den Yang di-Pertua Negeri eines Bundesstaates und entspricht der Anrede „Ihre/Seine Excellenz“. Der Titel wird auch für in Malaysia residierende Botschafter eines anderen Landes, benutzt, z. B. T.Y.T. Tuan Christopher J. LaFleur.
- Yang Amat Berhormat (Y.A.B.) (wörtlich „Der Ehrenwerteste“) ist die Anrede für den Premierminister, den Stellvertreter des Premierministers und die Ministerpräsidenten der Bundesstaaten Malaysias.
- Yang Berhormat (Y.B.) (wörtlich „Der Ehrenwerte“) ist die Anrede für Mitglieder des Parlaments und Mitglieder der gesetzgebenden Versammlungen der Bundesstaaten. Ein Prinz, der gleichzeitig Parlamentsmitglied ist, wird Yang Berhormat Mulia tituliert, also z. B. Yang Berhormat Mulia Tengku Tan Sri Razaleigh Hamzah, der im Parlament für den Wahlkreis Gua Musang sitzt.

Yang Berhormat werden auch Träger des Ersten Grades des Ordens Crown of Johor (S.P.M.J.) tituliert, unabhängig davon ob sie Parlamentsmitglieder sind oder nicht.
- Yang Amat Arif (Y.A.A.) (wörtlich „Der Gelehrsamste“) ist der Titel des Obersten Richters von Malaysia, des Präsidenten des malaysischen Berufungsgerichtes, des Vorsitzenden des Obersten Gerichtshofes von Malaya und des Vorsitzenden des Obersten Gerichtshof von Sabah und Sarawak.
- Yang Arif (Y.A.) (wörtlich „Der Gelehrsame“) ist der Titel eines Richters.
- Yang Berbahagia (Y.Bhg.) (wörtlich „Der Treffliche“) sowie Varianten davon sind die Titel von Personen mit einem ritterlichen Titel.
- Orang Kaya Kaya (O.K.K.) ist der Ehrentitel des obersten Häuptlings einer indigenen Gruppe Sabahs.

## Erbliche Titel der Königshäuser
Die folgenden Titel sind erblich und den königlichen Familien der neun Monarchien in Malaysia und den königlichen Familien von Brunei vorbehalten.

### Malaysia
- Yang di-Pertuan Agong (wörtlich „Er, der zum Herrscher gemacht wurde“) ist der offizielle Titel des Herrschers von Malaysia, der aus den Reihen der Monarchen der neun Königshäuser gewählt wird. Der Titel wird im westlichen Ausland gewöhnlich mit „König“ übersetzt.
- Yang di-Pertuan Besar (wörtlich „Er, der zum Gebieter gemacht wurde“) ist der offizielle Titel des Herrschers von Negeri Sembilan. Alle anderen Herrscher – mit Ausnahme des Raja von Perlis – sind Sultane.
- Yang di-Pertua Negeri ist der Titel des Staatsoberhauptes derjenigen Bundesstaaten, die keinen erblichen Herrscher haben.
- Tuanku ist einerseits ein Titel, wenn er vor dem Namen steht, andererseits eine Anrede, wenn Tuanku für sich alleine steht. Tuanku ist malaiischen Herrschern vorbehalten. Wörtlich bedeutet es „Mein Herr“ und kann in der persönlichen Anrede auch als „Eure Majestät“ oder „Eure Hoheit“ verstanden werden. Tuanku wird nicht übersetzt. In Sarawak wird Tuanku von einigen adligen Familien benutzt. In Aceh, einer indonesischen Provinz, werden Kinder und Enkel eines regierenden Monarchen als Tuanku betitelt.
- Tengku ist in etwa gleichbedeutend mit einem Prinzen oder einer Prinzessin. Andere Schreibweisen sind Tunku in Johor, Negeri Sembilan und Kedah, und Ungku oder Engku Ansaruddin Agus um bestimmte Linien des Stammbaumes zu charakterisieren. Raja wird in Perak und einigen Stammbäumen von Selangor verwendet und Syed/Sharifah in Perlis in Verbindung mit dem nachgestellten Namen des königlichen Jamalullail-Clans.

### Brunei
- Yang di-Pertuan Negara (wörtlich „Er, der zum Gebieter des Staates gemacht wurde“) ist der offizielle Titel des Sultan von Brunei und kann auch einfach mit „Staatsoberhaupt“ übersetzt werden. Der Titel wurde bis zur Unabhängigkeit im Jahr 1965 auch in Singapur benutzt; seither wird das Staatsoberhaupt nur noch als „Präsident“ tituliert.
- Pengiran Muda und Pengiran Anak werden als ehrende Bezeichnungen den Namen direkter Mitglieder der Königsfamilie vorangestellt.
- Pengiran ist eine erbliche Ehrenbezeichnung für diejenigen, die mit der Königsfamilie blutsverwandt sind. Der Titel wird dem Namen vorangestellt.
  - Awangku ist die Ehrenbezeichnung für männliche Nachkommen eines pengiran solange sie noch nicht verheiratet sind.[1] Der Titel wird dem Namen vorangestellt.
  - Dayangku ist die Ehrenbezeichnung für weibliche Nachkommen eines pengiran solange sie noch nicht verheiratet sind.[1] Der Titel wird dem Namen vorangestellt.

### Formale Anreden hochgestellter Personen
- Ke Bawah Duli Yang Maha Mulia (wörtlich: „Der Staub unter den Füßen seiner Erhabenen Hoheit“) wird für den Yang di-Pertuan Agong und gleichgestellte Herrscher anderer Staaten verwendet.  Der Yang di-Pertuan Agong benutzt auch das Prädikat Seri Paduka Baginda (wörtlich: „Bezwinger Majestät“), während sein Titel im englischen Sprachgebrauch oft als His Majesty („Seine Majestät“) übersetzt wird.
- Yang Teramat Mulia wird für die Kinder regierender Sultane (mit Ausnahme von Negeri Sembilan) und vom Dato’ Kelana, dem Undang von Sungai Ujong in Negeri Sembilan benutzt.
- Yang Amat Mulia wird für die Kinder des Herrschers von Negeri Sembilan und Johor, den Undang von Jelebu, Johol und Rembau und vom Tunku Besar of Tampin in Negeri Sembilan benutzt.
- Yang Mulia ist der Titel von Erben und Erbinnen, deren Abstammung auf die Königshäusern zurückgeht.

## Vom Staat verliehene Titel
In Malaysia liegt die Zuständigkeit für vom Staat verliehene Titel beim Yang di-Pertuan Agong. Die nachfolgend aufgezählten Titel sind nicht-erbliche Ehrentitel. Vom Staat verliehene Titel können vom Yang di-Pertuan Agong widerrufen werden oder auch individuell zurückgegeben werden.

### Tun
Der Titel Tun existiert in der malaiischen Gesellschaft seit Hunderten von Jahren. In früheren Zeiten wurde Tun als Ehrentitel Adliger königlicher Abstammung benutzt. Er war innerhalb männlicher Nachkommen erblich.
Im Lauf der Zeit wurde Tun zu einem Titel, der von den Agong denjenigen verliehen wurde, die große Verdienste für die Nation erbracht hatten. Die Ehefrau eines Tun trägt den Titel Toh Puan.
Tun ist der höchste staatlich verliehene Titel. Er wird an Träger des Ordens SMN (Seri Maharaja Mangku Negara) oder SSM (Seri Setia Mahkota) verliehen. Allerdings sind SMN und SSM nicht die höchsten staatlichen Auszeichnungen, sondern rangieren an vierter bzw. fünfter Stelle.
Die genannten Auszeichnungen dürfen an nicht mehr als jeweils 35 lebende Personen ausgegeben werden, wobei diese Beschränkung nur für malaysische Staatsangehörige gilt.

### Toh Puan
Der Titel für die Ehefrau eines Tun ist Toh Puan.

### Tan Sri
Tan Sri ist der zweithöchste staatlich verliehene Titel und ist an die Verleihung der Orden Panglima Mangku Negara (PMN) und Panglima Setia Mahkota (PSM) gebunden. PMN und PSM rangieren an siebter und achter Stelle der staatlichen Auszeichnungen. Die Frau eines Tan Sri wird Puan Sri genannt. Die Auszeichnung PMN darf an nicht mehr als 75 lebende Personen ausgegeben werden, während die maximale Anzahl der Auszeichnung PSM nicht mehr als 250 überschreiten darf. Wiederum gelten diese Beschränkungen nur für malaysische Staatsangehörige.
Der ehemalige Stellvertretende Premierminister und derzeitige Minister für Home Affairs von Malaysia Tan Sri Muhyiddin Yassin trägt diesen Titel.

### Datuk
Datuk ist ein vom Staat verliehener Titel, der seit 1965 verliehen wird. Er ist beschränkt auf die Empfänger des Ordens Panglima Jasa Negara (PJN) und Panglima Setia Diraja (PSD) (jeweils maximal 200 lebende Personen). Die Orden PJN und PSD rangieren an neunter und zehnter Stelle der vom Staat verliehenen Auszeichnungen.
Die Ehefrau eines vom Staat ernannten Datuk ist die Datin.

## Von den Bundesstaaten verliehene Titel
Die Bundesstaaten von Malaysia haben eigene Titel, die von den einzelnen Herrschern oder den Yang di-Pertua Negeri verliehen werden. Diese Titel sind Ehrentitel und nicht erblich. Vom Bundesstaat verliehene Titel können jederzeit widerrufen oder von ihrem Träger zurückgegeben werden.

### Dato’ Sri
Dato’ Sri oder Dato’ Seri ist der höchste Titel der vom Herrscher eines Sultanats an diejenigen verliehen werden kann, die besondere Verdienste für Malaysia oder den Bundesstaat erworben haben. Der Rang des Titels steht unterhalb dem eines Tun und ist gleichwertig zu dem eines Tan Sri. Die Ehefrau eines solchen Titelträgers heißt Datin Sri.
Der Titel des ehemaligen Premierminister von Malaysia ist Dato’ Sri Najib Tun Razak. Der derzeitige Premierminister Mahathir bin Mohamad und der frühere Premierminister Abdullah Ahmad Badawi hielten während ihrer Regierungszeit ebenfalls den Titel Dato’ Sri. Danach wurde ihnen vom Yang di-Pertuan Agong der höchste staatliche Titel Tun verliehen.
Da Dato’ Sri der höchste Titel ist, der in einem Bundesstaat verliehen werden kann, gibt es eine zahlenmäßige Beschränkung der Titelträger. Der jeweilige Herrscher verleiht diesen Titel einmal jährlich an einige wenige Personen anlässlich der Feiern zu seinem Geburtstag. In Selangor können maximal zwei Dato’ Sri (SPMS) jährlich verliehen werden und die Gesamtzahl von 40 lebenden Titelträgern darf nicht überschritten werden. Diese Einschränkungen gelten allerdings nur für malaysische Staatsangehörige.
Einige Herrscher verleihen darüber hinaus Titel, die über dem Dato’ Sri stehen, aber nur innerhalb ihres Staates gelten, z. B. der Titel Dato’ Sri Utama im Bundesstaat Negeri Sembilan.

### Datuk Seri
Datuk Seri wird in den Bundesstaaten verliehen, die keinen Herrscher haben. In den Staaten Melakka, Penang und Sabah verleiht der Yang di-Pertua Negeri den Titel Datuk Seri der äquivalent zum Titel eines Dato’ Sri ist und auch genauso ausgesprochen wird.
Bei der Nennung der Titel in den Medien ist mit der Interpretation Vorsicht geboten, da dort häufig Dato’ Sri und Datuk Seri gleichermaßen als Datuk Seri benannt werden.

### Dato’
Dato’ ist der häufigste hochangesehene Titel in Malaysia. Die Frau eines Dato’ ist die Datin, außer in Terengganu, wo sie als To’ Puan tituliert wird (nicht zu verwechseln mit einer Toh Puan, der Frau eines nicht-erblichen Tun).
Der Titel Dato’ (der genauso ausgesprochen wird wie Datuk) darf nur von einem der neun erblichen Herrscher der malaysischen Bundesstaaten verliehen werden. Auch in Brunei ist es ein Titel, der verliehen wird.
Daneben gibt es noch den erblichen Titel eines Datos aus Negeri Sembilan. Dieser Titel wird nicht durch den Herrscher verliehen, sondern ist durch traditionelle Gesetze der indigenen Bevölkerung geregelt. Die Ehefrau eines erblichen Dato’ wird höflich als To’ Puan angeredet.
In anderen Staaten besitzen bestimmte Adelsfamilien ebenfalls erbliche Titel und werden als Dato’ tituliert. So ist zum Beispiel der ehemalige Premierminister von Malaysia, Dato’ Sri Najib Tun Razak, erblicher Orang Kaya Indera Shahbandar von Pahang. Seine korrekte Anrede wäre also Dato’ obwohl er nicht zum Dato’ Sri (SSAP) ernannt wurde.
Ausländern kann der Titel außerplanmäßig und ehrenhalber zuerkannt werden. Seine Geltung ist in diesem Fall lokal beschränkt.
Dato ist auf Timor ein Adelstitel und wird auch auf den Philippinen verwendet.

### Datuk
Datuk ist der Titel eines Yang di-Pertua Negeri der vom Yang Di Pertuan Agong ernannt wurde. Die Yang di-Pertuan Negeri von Melakka, Penang, Sabah und Sarawak dürfen den Titel Datuk ebenfalls verleihen, allerdings nicht den Titel Dato’.
Einige Bundesstaaten verleihen spezifische Titel, wie etwa Datuk Wira im Bundesstaat Melakka und Datuk Amar und Datuk Patinggi im Bundesstaat Sarawak. Ausländern kann der Titel außerplanmäßig und ehrenhalber zuerkannt werden. Seine Geltung ist in diesem Fall lokal beschränkt.

### Pehin
Dieser Titel wird hauptsächlich in Brunei und Sarawak zur Anwendung gebracht. Als Beispiel für einen bruneiischen Träger dieses Titels ist der frühere Innenminister Pehin Orang Kaya Laila Setia Bakti Di-Raja Dato Laila Utama Haji Awang Isa. In Sarawak wird der Titel zum Beispiel vom derzeitigen Ministerpräsident Pehin Sri Haji Abdul Taib getragen.

### JP
JP (Justice of Peace) (dts. „Friedensrichter“) sind vom Rang her unterhalb von allen Dato’ oder Datuk angesiedelt. Friedensrichter an malaysischen Amtsgerichten wurden weithin durch gesetzlich qualifizierte und vollausgebildete Amtsrichter ersetzt.
Die Regierungen der Bundesstaaten ernennen dessen ungeachtet weiterhin Friedensrichter als Ehrenamt. 2004 setzten einige Vereinigungen von Friedensrichtern gegenüber der Regierung von Malaysia durch, dass diese Friedensrichter als Richter zweiter Klasse in den Amtsgerichten zugelassen werden, um den Überhang unbearbeiteter Gerichtsfälle zu reduzieren. Ausländern kann der Titel außerplanmäßig und ehrenhalber zuerkannt werden. Seine Geltung ist in diesem Fall lokal beschränkt.

### Dato Paduka
Dato Paduka ist der am häufigsten verliehene Titel in Brunei. Er ist eine Stufe des Ordens Darjah Seri Paduka Mahkota Brunei Yang Amat Mulia (The Most Honourable Order of Seri Paduka Mahkota Brunei). Die Frau eines Dato Paduka heißt Datin; ausgenommen der Titelinhaber ist selbst eine Frau, sie würde dann als Datin Paduka tituliert. Andere Versionen des Dato Paduka sind unter anderem Dato Seri Paduka, Dato Paduka Seri, Dato Laila Utama, Dato Paduka Seri Laila Jasa. Diese Titel werden von seiner Hoheit, dem Sultan von Brunei verliehen; sie sind allesamt nicht erblich.

## Andere erbliche Titel
- Pengiran, gleichbedeutend mit Tengku (Prinz)
- Raja, die Anwendung schwankt je nach Abstammungslinie
- Ungku, in einigen Staaten für Abkömmlinge mütterlicherseits des Herrscherhauses
- Raden, ein königlicher Familienname der in verschiedenen malaiischen Sultanaten in Kalimantan benutzt werden kann und sehr verbreitet bei den Malaien in Pontianak ist.
- Syed ist ein Titel der von den männlichen Abkömmlingen der männlichen Linie des Propheten Mohammed über seine  Enkel Hassan und Hussein getragen wird. Weibliche Abkömmlinge tragen den Titel Syarifah oder Sharifah.

## Sonstige Anreden
- Haji (oder Hajjah in der weiblichen Form) kann von Personen benutzt werden, die eine Haddsch absolviert haben. Dieser Titel wird mit Hj. oder Hjh. abgekürzt.

- Tuan ist gleichbedeutend mit dem Begriff Meister. Wegen seines kolonialen Untertons findet man diesen Titel für sich alleine heute nur noch selten, er kann aber ohne Probleme dem Titel Syed und Haji vorangestellt werden. Er wird außerdem für titellose Mitglieder des Parlaments und Abgeordnete der Landtage verwendet. In einigen Bundesstaaten, wie z. B. Kelantan, bezeichnet die Anrede auch ein Mitglied der Königsfamilie.
- Encik (abgekürzt En.) ist die allgemein übliche Anredeform für alle männlichen, erwachsenen Personen und entspricht dem dem Nachnamen vorangestellten „Herr“ im Deutschen.
- Puan (abgekürzt Pn.) kann für alle weiblichen, verheirateten Frauen benutzt werden. Die Anrede ist äquivalent der englischen Anrede „Mdm./Madam“. Da im malaiischen Kulturkreis eine verheiratete Frau nicht den Namen ihres Ehemannes trägt, kann der Ausdruck Puan nicht mit dem deutschen Ausdruck „Frau + Nachname“ in Verbindung gebracht werden. Demgegenüber werden verheiratete Frauen chinesisch-malaysischer Abstammung mit (malaiisch) Puan + Vorname oder (englisch) Mdm. + Vorname angeredet.[Anm. 2]
- Cik entspricht dem im Deutschen nicht mehr verwendeten Ausdruck Fräulein und wird auf alle unverheirateten Frauen angewandt.

## Auszeichnungen

### Malaysische Regierung
Derzeit gibt es eine Hierarchie von 28 Auszeichnungen. Die mit der Verleihung einer Auszeichnung verbundenen Titel und Anreden wurden bereits weiter oben dargestellt.

### Sabah
Der Bundesstaat Sabah hat aufgrund eines Parlamentsbeschlusses den Ritterorden Darjah Yang Amat Mulia Kinabalu (The Illustrious Order of Kinabalu) (dtsch. „Der Erhabene Orden von Kinabalu“) ins Leben gerufen. Die Aufnahme in den Orden ist mit dem Recht auf das Führen eines Titels verbunden, und zwar:
- Der Erste Grad (Knight Grand Cross of the Order of Kinabalu) verleiht dem Träger die Anrede Datuk Seri Panglima. Deren Ehefrauen tragen den Titel Datin Seri Panglima. Der Titel darf dem Namen vorangestellt werden, außerdem darf die Abkürzung SPDK hinter dem Namen eingefügt werden.
- Der Zweite Grad (Knight Commander of the Order of Kinabalu; dtsch.: „Großkomtur“) verleiht dem Träger die Anrede Datuk. Deren Ehefrauen tragen den Titel Datin. Der Titel darf dem Namen vorangestellt werden, außerdem darf die Abkürzung PGDK hinter dem Namen eingefügt werden.
- Der Dritte Grad beinhaltet lediglich die Einfügung der Abkürzung ASDK hinter dem Namen.
- Der Vierte Grad beinhaltet lediglich die Einfügung der Abkürzung ADK hinter dem Namen.

## Entziehung von Titeln
In der Vergangenheit fielen einige Datuk in der Öffentlichkeit durch einen nicht gerade vorbildlichen Lebensstil auf; einige wurden sogar wegen Verbrechen verurteilt. Innerhalb der Sultanate wurden deshalb Schritte eingeleitet, mit der die Reputation der Titel gesichert werden soll. Dies beinhaltet sowohl die Vorladung zu „Konsultationen“ als auch die Entziehung von bereits verliehenen Titeln.

### Selangor
- Als die Datos von Selangor versuchten, eine Vereinigung der Datos in Selangor zu gründen, wurde der Antrag zunächst von der das Vereinsregister führenden Behörde gebilligt. Der Plan wurde aber zurückgestellt, nachdem der Sultan drohte, jedem Dato, der dieser Vereinigung beiträte, seinen Titel umgehend abzuerkennen.
- 2003 zog der Sultan von Selangor die Titel von vier Datuks zurück.

### Pahang
- 2004 zog der Sultan von Pahang die Titel von zwei Datos zurück.

## Kritik an der Vergabepraxis
In der Anfangszeit Malaysias wurden Ehrentitel nur sparsam vergeben. So standen im ersten Kabinett nach der Unabhängigkeit im Jahr 1957 lediglich fünf der 15 der Minister im Rang eines Datuks. Der damalige Finanzminister Tan Siew Sin war Friedensrichter; später wurde ihm der Titel eines Tun verliehen. Der Vater der malaysischen Unabhängigkeit, Tunku Abdul Rahman Putra Al-Haj, erhielt keine Titel, aber als Prinz des Bundesstaats Kedah führte er den erblichen Titel eines Tunku. Seine protokollarische Anrede war Yang Teramat Mulia. Im Senat waren nur 14 Datuk und im Parlament sieben Datuk vertreten.
Die inflationäre Vergabepraxis der letzten Jahre rief zunehmend Kritiker auf den Plan. So kritisierte Tun Dr. Mahathir, dass das Hauptproblem der Titel ihre geradezu entwertende Menge an Verleihungen darstelle. In einem Interview äußerte er sich so: „Ich persönlich glaube, dass etwas nur dann einen Wert hat, wenn es limitiert ist … Wenn eine Million Ferrari produziert werden, wird niemand mehr einen Ferrari haben wollen.“
Raja Muda Raja Nazrin Shah, der Kronprinz von Perak stellte fest: „Manchmal denke ich, dass wir zu viele Datuk verliehen haben … das verwässert und entwertet den Titel.“
Als die Landesregierung von Penang die 25 Jahre alte Squash-Weltmeisterin Nicol David und den olympischen Silbermedaillenträger Lee Chong Wei im Mai 2009 zum Datuk erhob, entfachte dies wegen des geringen Alters der Titelempfänger heftige Diskussionen. Auch die Landesregierung von Melakka erntete Kritik, nachdem sie den Datuk-Titel an den indischen Schauspieler Shahrukh Khan dafür verlieh, dass dieser den Bundesstaat Melakka als Drehort für seine Filme nutzte.